# Gerhard Romilian von Kalcheim
Gerhard Romilian von Kalcheim (Kalkum), gen. Leuchtmar (* 5. Dezember 1589 in Spich, heute Stadtteil von Troisdorf; † 18. Oktober 1644 in Berlin), aus dem Adelsgeschlecht der Herren von Kalkum war ein deutscher Jurist und Diplomat.

## Leben

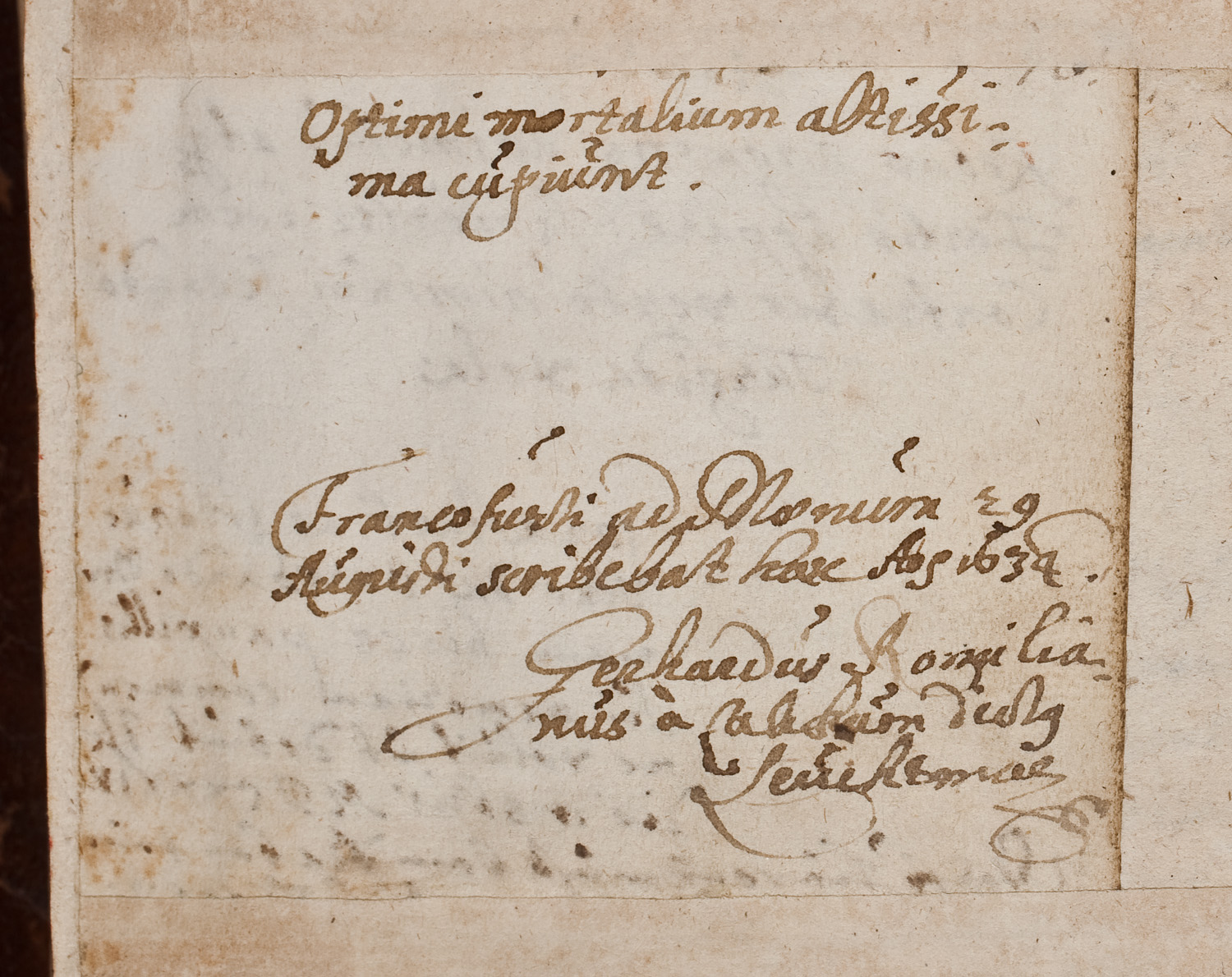
Eintrag Kalcheims in das Album Amicorum von Burchard Großmann, 1634

Kalcheim war der Sohn des Wilhelm von Kalcheim und dessen Ehefrau Agnes, eine Tochter von Wilhelm von Harff, gen. Spich. Sie starb nur wenige Tage nach der Geburt ihres Sohnes Gerhard Romilian an Kindbettfieber.
Kalcheim besuchte die Schule in Duisburg und studierte anschließend in den Jahren 1607 bis 1609 an der Universität Köln Philosophie. Darauf folgte an derselben Universität ein vierjähriges Jurastudium. 1613 schloss Kalcheim sein Studium ab und brach zu einer Grand Tour auf. Diese führte ihn bis 1617 durch Frankreich, Italien, Großbritannien und die Niederlande.
1620 folgte er seinem Verwandten, dem Obristlieutenant Wilhelm von Kalcheim gen. Lohausen, in den Böhmischen Krieg. Bereits hier wirkte Kalcheim mehr als Diplomat denn als Soldat.
Am Ende des Krieges berief Markgraf Johann Georg von Brandenburg Kalcheim als Kämmerer zu sich an seinen Hof. Als der Markgraf starb, wechselte Kalcheim als Hofbeamter an den Hof nach Berlin. Als 1626 Prinzessin Catharina Bethlen Gábor heiratete, wurde Kalcheim als ihr Erzieher und Hofmeister mit nach Siebenbürgen gesandt. Diese Delegation wurde von Rittmeister Hans von Rochow angeführt.
Als Kalcheim 1628 wieder nach Berlin zurückkehrte, wurde er durch Kurfürst Georg Wilhelm von Brandenburg zum Kammergerichtsrat befördert. Kurze Zeit später avancierte er zum Director aller Kriegssachen. Außerdem betraute man Amtshauptmann Kalcheim mit der Verwaltung des Landes Ruppin. Nach dem Prager Frieden drängte Graf Adam von Schwarzenberg Kalcheim wegen seiner politischen Einstellung allerdings aus dem Amt.
Fürst Ludwig I. von Anhalt-Köthen nahm 1636 Kalcheim zusammen mit Anton von Ditfurth und Graf Christian zu Rantzau in die Fruchtbringende Gesellschaft auf. Der Fürst verlieh Kalcheim den Gesellschaftsnamen der Ausheilende und als Motto zu Grunde. Als Emblem wurde ihm die Schwarz- oder Wallwurz (Symphytum officinale L.) zugedacht. Im Köthener Gesellschaftsbuch findet sich Kalcheims Eintrag unter der Nr. 276. Dort ist auch das Reimgesetz verzeichnet, das Kalcheim anlässlich seiner Aufnahme verfasst hatte:
Die wunden auß dem grund die Schwartze wurtz außheilet,
Ergäntzt daß fleisch im topf, ob eß schon ist Zertheilet.
Ausheilend' heiß' ich drumb, vnd außgeheilet gern
Seh' ich im Vaterland den sehr Verwundten kern,
Aufrechter teutscher trew, daß die mög' einst vernewen,
Vnd haben Jederman für vntrew ein abschewen
Daß ist mein wunsch vnd fleiß, dahin bemüh' ich mich,
Wer nach der frucht nun tracht wird nicht betriegen sich.
1638 sandte Pfalzgraf Ludwig Philipp von Simmern Kalcheim in diplomatischer Mission nach Paris. Doch erst 1641 mit der Beförderung zum Geheimen Rat – zusammen mit seinem Cousin Johann Friedrich von Kalcheim – erfuhr seine Karriere einen weiteren Schub. Im Sommer desselben Jahres war Kalcheim Verhandlungsführer in Stockholm. Zusammen mit Friherre Alexander Erskein handelte er einen Waffenstillstand aus.